# Келчевек
Келчевек (пол. Kiełczewek) — село в Польщі, у гміні Ґжеґожев Кольського повіту Великопольського воєводства.
Населення — 166 осіб (2011).
У 1975-1998 роках село належало до Конінського воєводства.

## Демографія
Демографічна структура станом на 31 березня 2011 року:
|          | Загалом | Допрацездатний вік | Працездатний вік | Постпрацездатний вік |
| -------- | ------- | ------------------ | ---------------- | -------------------- |
| Чоловіки | 79      | 16                 | 53               | 10                   |
| Жінки    | 87      | 18                 | 43               | 26                   |
| Разом    | 166     | 34                 | 96               | 36                   |